# Elektra (opera)

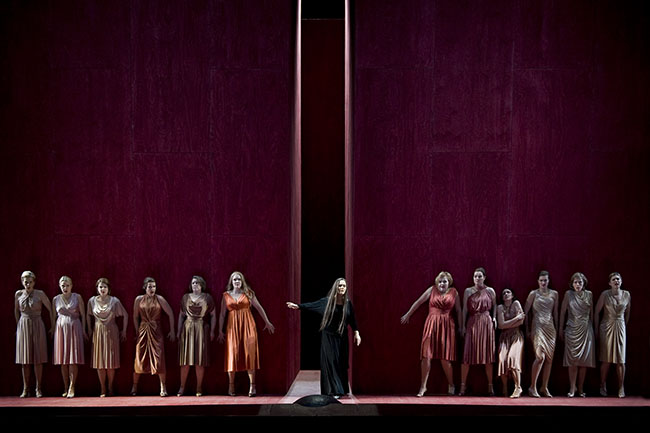
Elektra in 2009

Elektra is een opera in één akte van Richard Strauss op een libretto van Hugo von Hofmannsthal. 
Elektra is een zeer intens psychologisch drama waarin beschreven wordt de haat van Elektra jegens haar moeder, Klytaemnestra, die de man die haar echtgenoot en Elektra's vader was, Agamemnon, heeft vermoord.
De term elektracomplex wordt wel gebruikt als de vrouwelijke tegenhanger van Freuds oedipuscomplex.
De handeling speelt zich af in het Mycene van de Griekse Oudheid.

## Voorgeschiedenis

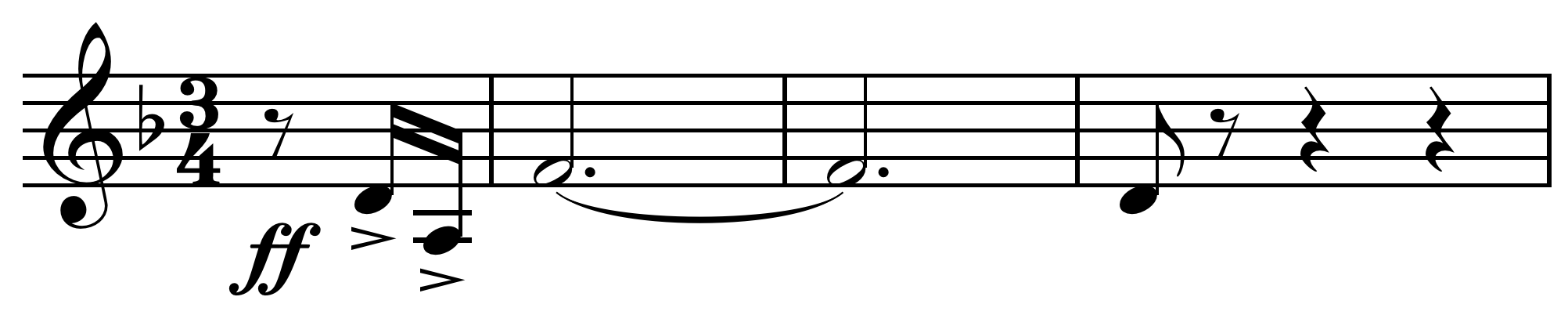
Agamemnon motief

Koning Agamemnon heeft besloten zijn dochter Iphigeneia aan de goden te offeren voor zijn vertrek naar Troje om die stad te belegeren. Zijn vrouw, Klytaemnestra, haat hem daarom en doodt hem bij zijn terugkomst met hulp van haar minnaar Aegisthos. Klytaemnestra vreest dat haar overlevende kinderen, Elektra, Chrysothemis en Orestes, de dood van hun vader zullen willen wreken.

## Enige Akte

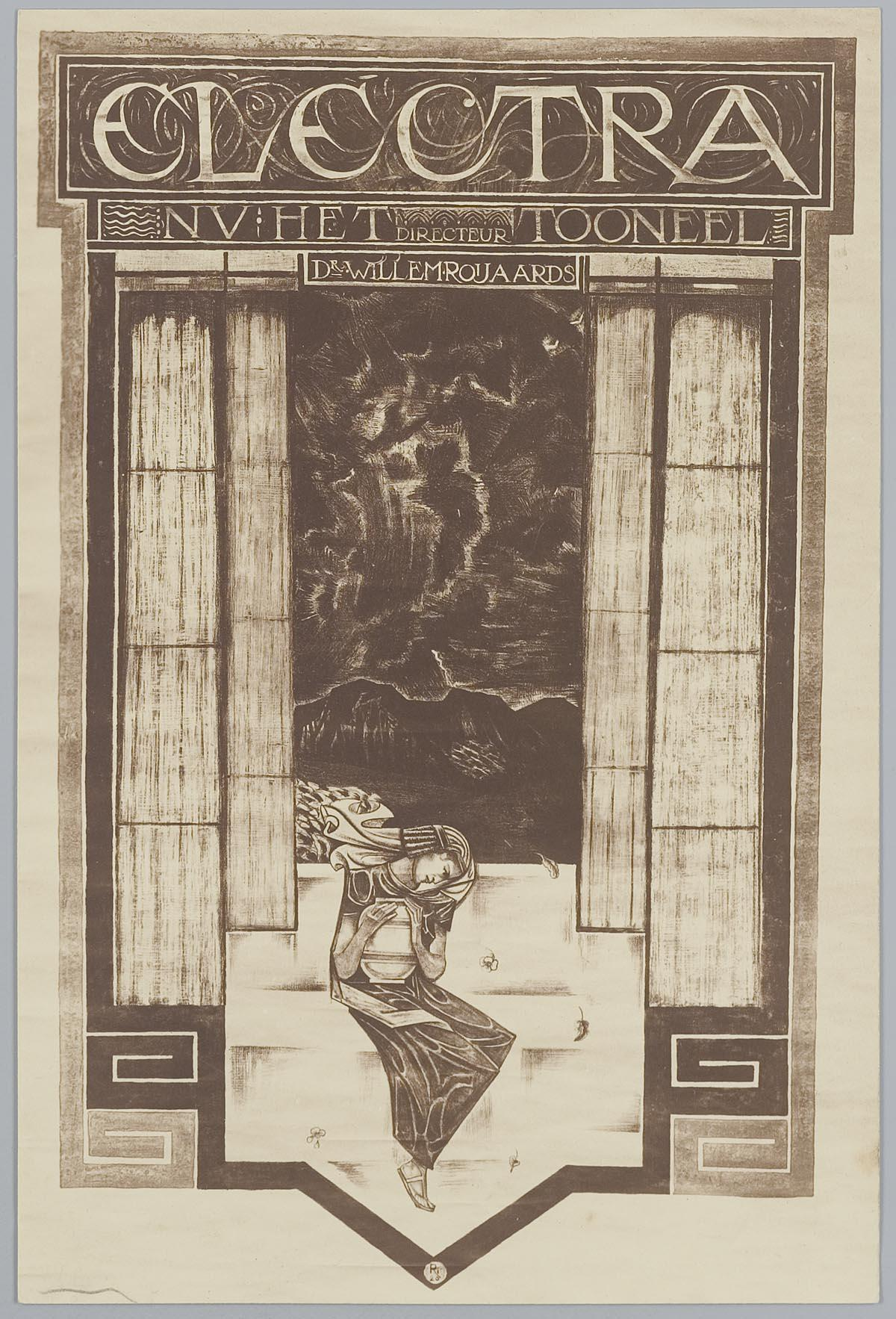
Affiche, door Richard Roland Holst, van de enscenering door Willem Royaards in 1920.

Terwijl vijf bedienden de binnenplaats van het paleis opruimen, roddelen zij over Elektra: sinds de dood van haar vader is zij wild en onvoorspelbaar geworden. Elektra komt uit de schaduw en scheldt hen uit waarna zij vertrekken. Alleen achtergebleven bidt Elektra tot haar vader en zweert wraak. Chrysothemis stoort haar en smeekt haar het verlangen naar wraak op te geven. Zij wil dat zij een normaal, gelukkig leven leiden. Zij schrikken als hun moeder nadert. Chrysothemis verdwijnt snel maar Elektra blijft. Klytaemnestra, zichtbaar een wrak, roept Elektra's hulp in bij een offer aan de goden in de hoop dat zij met vrede zal worden beloond. Elektra raadt haar aan een onreine vrouw te offeren. Als Klytaemnestra een naam vraagt roept Elektra "Klytaemnestra!". Elektra zweert dat zij en haar verbannen broeder Orestes haar zullen doden en een eind maken aan haar gekmakende dromen - alleen zo zal zij de vrede vinden die zij zo wanhopig zoekt. Klytaemnestra krimpt van angst ineen tot een vertrouwelinge komt en haar iets influistert waarna zij hysterisch gaat lachen.
Chrysothemis brengt slecht nieuws: Orestes is gedood. Elektra eist dat Chrysothemis haar helpt om hun moeder en Aegisthos te doden maar Chrysothemis wil niet en rent weg. Als zij alleen is graaft Elektra in de grond zoekend naar de bijl die is gebruikt om haar vader te vermoorden. Terwijl zij graaft, komt een in een mantel gehulde man binnen en vraagt naar Klytaemnestra en Aegisth. Hij vertelt dat hij gekomen is om nieuws over de dood van Orestes te vertellen. Elektra zegt de vreemdeling haar naam, die fluistert dat Orestes in werkelijkheid leeft. Elektra begint de vreemdeling te vertellen waar hij haar moeder kan vinden, maar hij onderbreekt haar en bespot haar omdat zij haar eigen broeder niet herkend heeft. Zij valt in zijn armen. De twee zijn blij verenigd te zijn.
Hun hereniging is van korte duur want Klytaemnestra roept Orestes. De bedienden hebben haar zijn komst gemeld. Elektra wacht op de binnenplaats als hij naar binnen gaat. Al gauw wordt een gil gehoord. Elektra lacht, wetend dat Orestes hun moeder heeft gedood. Aegisthos komt op de binnenplaats en Elektra zendt hem het paleis in. Ook hij wordt snel gedood. Elektra kan nu eindelijk de haat die zij zo lang gekoesterd heeft loslaten. Zij dankt de goden en begint een vreugdedans. Op het hoogtepunt van haar dans zakt zij ineen en sterft.       